# 国際連合安全保障理事会決議88
国際連合安全保障理事会決議88（こくさいれんごうあんぜんほしょうりじかいけつぎ88、英: United Nations Security Council Resolution 88, UNSCR88）は、1950年11月8日に採択されたに国際連合安全保障理事会で採択された決議。朝鮮半島情勢に関してのものである。

## 概要
この決議は、暫定手続規則39条に基づき、朝鮮における朝鮮半島の国連軍の特別報告についての理事会による討議に出席するため、中華人民共和国の代表を召集したものである。
決議は、賛成8票対反対2票（中華民国、キューバ）で採択された。なお、このうちエジプト王国は棄権した。